# INSM1
INSM1‏ (INSM transcriptional repressor 1) هوَ بروتين يُشَفر بواسطة جين INSM1 في الإنسان.